# میریک (بیرجند)
میریک نام روستایی است در دهستان شاخن از توابع بخش مرکزی شهرستان بیرجند، واقع در استان خراسان جنوبی که بر پایه سرشماری عمومی نفوس و مسکن در سال ۱۳۸۵ جمعیت آن ۱۰۹۵ نفر (در ۲۶۷ خانوار)  و طبق سرشماری عمومی نفوس و مسکن در سال ۱۳۹۵ جمعیت آن ۱۲۳۵ نفر (در ۳۷۸ خانوار) بوده‌است.
این روستای سرسبز در منطقه ای نیمه کوهستانی قرار گرفته که کوهستانی بودن منطقه نوید بهار و تابستان معتدل و زمستانی سرد را می دهد. شغل اکثر مردم روستا کشاورزی و دامداری است. زرشک، زعفران و بادام از جمله محصولات کشاورزی این روستا می باشد.